# Tiro com arco nos Jogos Olímpicos de Verão de 1972
As competições de tiro com arco nos Jogos Olímpicos de Verão de 1972 foram disputadas entre 7 e 10 de setembro no Englischer Garten, em Munique, Alemanha. 
Cada evento foi composto por duas rodadas FITA. Cada uma dessas rodadas FITA consistia em arqueiros atirando 36 flechas em alvos a 4 distâncias diferentes, totalizando 144 flechas. As distâncias foram de 90, 70, 50 e 30 metros para homens e 70, 60, 50 e 30 metros para mulheres. Dezoito nações competiram nas provas masculinas e femininas, enquanto três competiram apenas nas femininas e seis competiram apenas nas masculinas.

## Eventos
Dois conjuntos de medalhas foram concedidos:
- Individual masculino
- Individual feminino

## Medalhistas
Na disputa masculina, John Williams, dos Estados Unidos, consagrou-se campeão olímpico. O sueco Gunnar Jervill e o finlandês Kyösti Laasonen ficaram com as medalhas de prata e bronze respectivamente. Já na prova feminina, a campeã foi a estadunidense Doreen Wilber, enquanto Irena Szydłowska, da Polônia, e Emma Gapchenko, da União Soviética, completaram o pódio com o segundo e terceiro lugar.
| Evento                        | Ouro                             | Prata                        | Bronze                             |
| ----------------------------- | -------------------------------- | ---------------------------- | ---------------------------------- |
| Individual masculino detalhes | John Williams USA Estados Unidos | Gunnar Jervill SWE Suécia    | Kyösti Laasonen FIN Finlândia      |
| Individual feminino detalhes  | Doreen Wilber USA Estados Unidos | Irena Szydłowska POL Polônia | Emma Gapchenko URS União Soviética |

## Quadro de medalhas
| Ordem | País                | Medalha de ouro | Medalha de prata | Medalha de bronze |   | Ordem por total |
| ----- | ------------------- | --------------- | ---------------- | ----------------- | - | --------------- |
| 1     | USA Estados Unidos  | 2               |                  |                   | 2 | 1               |
| 2     | SWE Suécia          |                 | 1                |                   | 1 | 2               |
| 2     | POL Polônia         |                 | 1                |                   | 1 | 2               |
| 4     | FIN Finlândia       |                 |                  | 1                 | 1 | 2               |
| 4     | URS União Soviética |                 |                  | 1                 | 1 | 2               |
| TOTAL | TOTAL               | 2               | 2                | 2                 | 6 | —               |